# Sdružení národů jihovýchodní Asie

Státy ASEAN

Sdružení národů jihovýchodní Asie (ASEAN – Association of South East Asian Nations) je regionální mezinárodní organizace založená v roce 1967. Sdružuje deset států jihovýchodní Asie: Brunej, Filipíny, Indonésii, Kambodžu, Laos, Malajsii, Myanmar, Singapur, Thajsko a Vietnam. Žije v nich 700 milionů lidí a jejich rozloha je přes 4,5 milionu kilometrů čtverečních. Blok v roce 2022 vytvořil hrubý domácí produkt (v paritě kupní síly) tvořící přibližně 6,5 % HDP celosvětového. Mezi členské státy ASEAN patří některé z nejrychleji rostoucích ekonomik na světě. Za svůj cíl si organizace vytkla urychlit ekonomický růst, sociální pokrok, kulturní rozvoj a vzájemné vztahy svých členů. V současnosti spolupracuje i ve vojenské a mezinárodněpolitické oblasti a Charta ASEAN podepsaná 15. prosince 2008 v Jakartě explicitně uvádí, že konečným cílem je vytvoření organizace "ve stylu Evropské unie". Úspěch organizace podpořil rozvoj podobných organizací regionální spolupráce po celém světě. Organizace je důležitá pro její členy i pro možnost symetrické komunikace se silným sousedem Čínou. Kulturně jsou státy ASEANu křižovatkou mezi civilizací čínskou, indickou, japonskou, islámskou a západní, již geograficky reprezentuje Austrálie a historicky evropský kolonialismus, s nímž má zkušenost většina členských států. 

## Historie
Předchůdcem dnešní organizace byla ASA (Association of Southeast Asia), která byla založena 31. července 1961. Spojovala Thajsko, Filipíny a Malajsii.
Samotný ASEAN byl založen 8. srpna 1967, kdy se ministři zahraničních věcí pěti zemí – Filipín, Malajsie, Thajska, Indonésie a Singapuru – sešli v Bangkoku a podepsali tzv. Bangkockou deklaraci. Ta staví základy pro spolupráci všech členských zemí. Předkládá snahy o zrychlení ekonomického, sociálního i kulturního růstu. Snaží se zajistit mír na území asijského regionu, spolupráci všech členských zemí ve prospěch jejich společnému růstu.
Zakládající členské státy vytvořily organizaci ASEAN zejména kvůli strachu z šíření komunistických režimů (vytvoření komunistických vlád v Severní Koreji, Číně a Vietnamu, komunistické nepokoje v Malajsii a na Filipínách). Po konci studené války tento akcent oslabil a dokonce byly do organizace přijaty státy, které jsou stále komunistické (jako Vietnam). ASEAN se také v důsledku konce studené války stal nezávislejším na západních velmocech a stal se vůdčím hlasem v regionálních obchodních a bezpečnostních otázkách.
Z prvního summitu členů organizace ASEAN, který proběhl v Indonésii na Bali, vzešel plán na několik průmyslových projektů a byla podepsána Deklarace svornosti. 
Zakládající členové předpokládali další rozšíření organizace o všechny státy jihovýchodní Asie. Šestým členem se stala 8. ledna 1984 Brunej, která tak vstoupila týden poté, co získala nezávislost na Spojeném království. Sedmým členem se stal 28. července 1995 Vietnam – první komunistický člen organizace. Laos a Myanmar se připojily 23. července 1997. Tyto státy měly vstoupit společně s Kambodžou, její členství však bylo odloženo vzhledem k vnitropolitické situaci. Kambodža se tedy stala desátým členem až 30. dubna 1999.
Celá organizace je také zaměřena na udržitelnost míru a stabilitu asijského kontinentu. Na základě těchto snah byla 15. prosince 1995 podepsána Jihovýchodoasijská smlouva o nešíření jaderných zbraní. Tato smlouvá nabyla formálně platnosti 28. března 1997, nicméně jeden z členských států, Filipíny, ji neratifikoval. Smlouva nabyla reálné platnosti až 21. června 2001, kdy se k ní připojily i Filipíny.
Roku 2009 vznikla Mezivládní komise pro lidská práva ASEANu (AICHR) a v listopadu 2012 přijala Deklaraci o lidských právech ASEAN, která měla nastavit lidskoprávní rozměr integračního procesu. Ta však byla kritizována vysokým komisařem OSN pro lidská práva, nebo organizací Human Rights Watch, podle níž několik důležitých základních práv bylo Deklarací opomenuto, nebo nebylo jasně stanoveno. V tomto ohledu je ASEAN limitován tím, že ne všechny členské státy jsou demokratické.
O členství v ASEAN se ucházejí Papua Nová Guinea a Východní Timor, obě země mají pozorovatelský status.

## Ekonomika

### Jednotný vnitřní trh
Skupina zemí ASEANu se snažila vytvořit jednotný trh a integrovat se do světové ekonomiky. Průměrný růst členských států mezi lety 1989 a 2009 byl větší nežli průměrný růst APECu. Dalším milníkem zapojení regionu do světové ekonomiky bylo vytvoření oblasti volného obchodu AFTA, která zahrnovala společný účinný sazebník, který měl podporovat volný pohyb zboží v rámci organizace ASEAN. Při podpisu AFTA 28. ledna 1992 chyběly později příchozí státy jako Vietnam, Laos, Barma či Kambodža, nicméně i přesto, že neplní všechny závazky vůči AFTA, jsou počítány jako její součást. Součástí podpisu vstupu zemí do ASEANu byly totiž i závazky vůči AFTA. Tyto státy pak dostaly více času pro splnění všech podmínek AFTA.
Dalším krokem k získání jednotného trhu v jihovýchodní Asii je vytvoření výrobní základny, konkurenceschopnosti v rámci regionu, vytvoření spravedlivého hospodářského rozvoje pro všechny členské státy a tím pádem vytvoření regionu, který je plně integrován do světové ekonomiky. Od roku 2007 probíhá postupné snižování dovozních cel zemí ASEAN do členských států s cílem nulového dovozního cla.
Státy ASEANu čítají množství ekonomických zón. Patří mezi ně například průmyslové a ekoprůmyslové zóny a parky, speciální ekonomické zóny či technologické a inovační oblasti. V roce 2018 patřilo osm členských států ASEANu mezi světově nejvíce vyspělé ekonomiky, které mají dlouhodobou pozitivní perspektivu pro celý region. Cílem pro ASEAN momentálně zůstává stát se do roku 2030 čtvrtou největší ekonomikou globálního světa.
Do konce roku 2015 ASEAN plánoval vytvoření jednotného fungujícího trhu postaveného na čtyřech základních svobodách. Zajistit volný pohyb zboží, služeb, kvalifikované pracovní síly a kapitálu. V předešlých letech se trh ASEANu potýkal především s velikostí vnitřního trhu, jelikož stál hlavně na vývozu do zemí mimo region, s výjimkou například Laosu. V roce 2009 činily přímé zahraniční investice 37,9 miliardy USD, v roce 2010 byly tyto investice zdvojnásobeny, přičemž 22 % z těchto investic pocházelo z Evropské unie, 16 % pak přímo z ASEANu. Na základě dohody o vytvoření organizace ASEAN se snaží všechny státy o liberalizaci obchodu se službami. Existuje dohoda o vzájemném uznávání MRA, která zaručuje uznávání osmi profesí v rámci regionu. Jedná se o lékaře, zubaře, zdravotní sestry, architekty, inženýry, účetní, inspektory a profesionály v cestovním ruchu. Od 31. prosince 2015 mohou všichni občané vykonávající tyto profese své povolání vykonávat v jakékoliv z členských zemí. Dalším krokem při budování jednotného trhu byla spolupráce Malajsie, Vietnamu, Indonésie, Filipín, Thajska a Singapuru na integraci jejich burz, což zahrnovalo okolo 70 % všech transakčních hodnot. Cíl této integrace byla větší konkurenceschopnost vůči mezinárodním burzám.